# 兩棲毛頜鮟鱇
兩棲毛頜鮟鱇為輻鰭魚綱鮟鱇目棘茄魚亞目奇鮟鱇科的其中一種，為深海魚類，分布於中東大西洋馬德拉群島深海平原，棲息深度1200-1305公尺，體長可達15.7公分，生活習性不明，不具任何經濟價值。